# National Endowment for Democracy
National Endowment for Democracy (NED) – amerykańska, prywatna fundacja non-profit, której celem jest wzmacnianie demokratycznych instytucji na całym świecie. Organizacja ta została założona w 1983 roku i w większości jest finansowana przez rząd Stanów Zjednoczonych. Dorocznie NED przekazuje ponad 1600 grantów na wsparcie prodemokratycznych projektów w ponad 90 krajach. Wspiera również Journal of Democracy, Światowy Ruch na rzecz Demokracji (ang. World Movement for Democracy), International Forum for Democratic Studies, the Reagan–Fascell Fellowship Program. 
W Polsce znana jest jako „Narodowy Fundusz Wspierania Demokracji” lub „Narodowy Fundusz na rzecz Demokracji”.